# Yisha'ayahu Schwager
Yisha'ayahu Schwager (en hébreu : ישעיהו שווג) était un footballeur israélien.

## Coupe du monde 1970
Schwager est membre de l'équipe d'Israël qui a participé à la Coupe du monde 1970 au Mexique. Durant la phase de poule, contre l'Italie, Schwager dut marquer Luigi Riva, il le fit si bien qu'il reçut des louanges de la part des médias à son retour en Israël. Schwager est mort d'une crise cardiaque, en 2000. C'est le premier et pour l'instant le seul membre de l'équipe d'Israël à la Coupe du monde 1970 à être décédé.
Schwager a aussi participé aux Jeux olympiques en 1968 où l'équipe d'Israël fut éliminée en quarts-de-finale.